# التاريخ العسكري لماليزيا

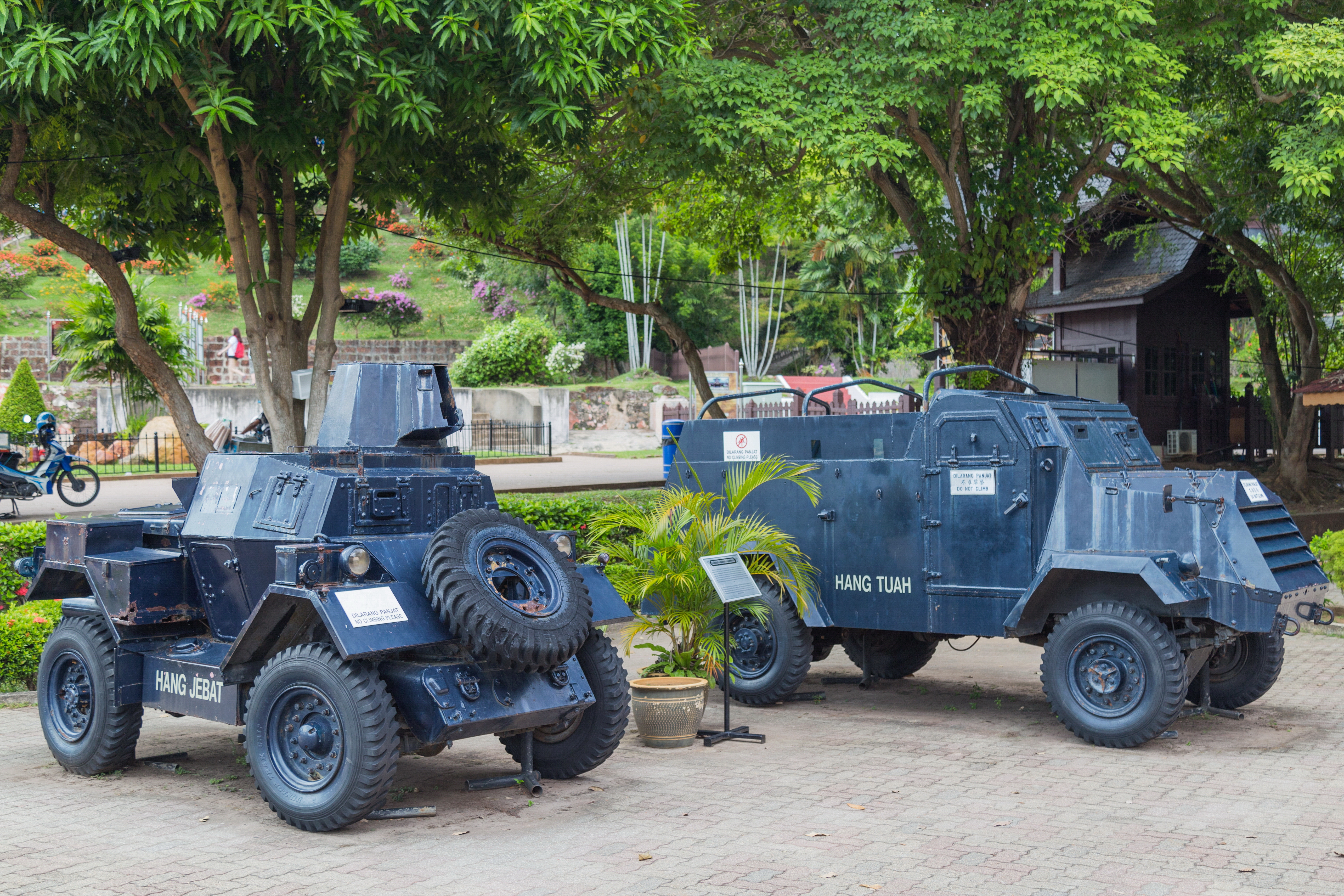
مركبات مدرعة من الطوارئ الملايوية في مدينة ملقا.

تعود أصول القوات المسلحة الماليزية، التي تضم ثلاثة فروع رئيسية، إلى تشكيل قوات عسكرية محلية في النصف الأول من القرن العشرين، خلال فترة الحكم الاستعماري البريطاني لمالايا وسنغافورة قبل استقلال مالايا في عام 1957. وقد خضعت هذه الفروع لعدة عمليات إعادة هيكلة، ولكنها تضم بشكل أساسي الجيش والبحرية والقوات الجوية.

## الجيش الماليزي
يمكن إرجاع أقدم جيش في ماليزيا إلى قوات المتطوعين الماليزية التي كانت موجودة من عام 1915 إلى عام 1936. وُلد الجيش الماليزي عندما أقر المجلس الفيدرالي للولايات الماليزية الموحدة في نهاية المطاف مشروع قانون الفوج الماليزي في 23 يناير 1933. سمح هذا بتجنيد 25 رجلاً في البداية للسرية الماليزية التجريبية الأولى في 1 مارس 1933. كان الرائد ج. ماك آي إس بروس من فوج لينكولنشاير أول قائد للفوج.
بحلول 1 يناير 1935، أصبحت الشركة التجريبية الفوج الملايو الذي يضم 150 رجلاً. تم تشكيل كتيبة في 1 يناير 1938، ثم كتيبة ثانية في 1 ديسمبر 1941.
اشتهر الفوج الأول من الفوج الماليزي بنجاحه في الدفاع عن تل الأفيون (الملايو: bukit chandu) في سنغافورة، خلال معركة باسير بانجانج في معركة سنغافورة. شارك في معركة أوبيوم هيل في 14 فبراير 1942 42 جنديًا بقيادة الملازم أول عدنان بن سعيدي الذين دافعوا عن مواقعهم ضد هجوم الفرقة 18 من الجيش الإمبراطوري الياباني بقيادة اللواء رينيا موتاغوتشي. بعد الحرب العالمية الثانية وأثناء حالة الطوارئ الماليزية، زاد عدد الكتائب إلى 7 في أوائل الخمسينيات.
تعود جذور كور أرمور ديراجا (بالماليزية؛ بالإنجليزية: سلاح المدرعات الملكي) إلى تشكيل سرب الاستطلاع الاتحادي في 1 سبتمبر 1952. تم دمجه لاحقًا مع الفوج الاتحادي لتشكيل سلاح الاستطلاع الاتحادي. خضع الاسم لعدة تغييرات من سلاح الاستطلاع الماليزي (16 سبتمبر 1970) إلى سلاح الاستطلاع الملكي الماليزي (مايو 1979) إلى سلاح الفرسان الملكي (ديسمبر 1979) وأخيرًا إلى كور أرمور ديراجا (سلاح المدرعات الملكي) في 8 ديسمبر 1986.

## البحرية الملكية الماليزية
تأسست البحرية الملكية الماليزية من قوة الاحتياط التطوعية لمستوطنة المضيق التي تشكلت في 27 أبريل 1934 في سنغافورة. وشهدت توسعها مع تشكيل فرع بينانغ في عام 1938. عندما اندلعت الحرب العالمية الثانية في عام 1939، عززت بريطانيا قوتها البحرية في جنوب شرق آسيا من خلال تشكيل وحدة تسمى ”القسم الملايو للبحرية الملكية“ لحماية أمن سنغافورة ومالايا. خضعت هذه الوحدة التي تألفت من 400 رجل للتدريب في معسكر تدريب يسمى اتش ام ام اس بيلاندوك، وهو قاعدة بحرية بريطانية في سنغافورة. شهد التوسع زيادة عدد أفراد الوحدة إلى 1450 رجلًا خلال الحرب العالمية الثانية. بسبب نقص الأموال، قامت بريطانيا بحل القوة بعد الحرب العالمية الثانية في أبريل 1947. تم إنشاء القوات البحرية الماليزية مرة أخرى في عام 1948 استجابة لحالة الطوارئ الماليزية بقرض سفينة إنزال وخمس زوارق سريعة من البحرية الملكية. في عام 1953، منحت الملكة إليزابيث البحرية الماليزية صفة ملكية لتصبح البحرية الملكية الماليزية. كانت أول سفينة هي كاسحة ألغام تسمى اتش ام اس بينيو أو ترتل. بعد الاستقلال، تم نقلها من سنغافورة في 12 يوليو 1958 كبحرية مستقلة ذات سيادة. في 16 سبتمبر 1963، تم تغيير اسمها إلى تنتيرا لوت   ديراجا ماليزيا(البحرية الملكية الماليزية) تماشيًا مع تشكيل ماليزيا.

## القوات الجوية الملكية الماليزية
تأسست القوات الجوية الملكية الماليزية في عام 1936 تحت اسم القوات الجوية التطوعية لمستوطنة المضيق (SSVAF)، ثم في عام 1940 تحت اسم القوات الجوية التطوعية الماليزية (MVAF) حتى عام 1942 خلال سقوط ماليزيا. ثم أعيد تفعيلها بعد الحرب العالمية الثانية تحت اسم القوات الجوية المساعدة الماليزية في عام 1950. أدى إقرار البرلمان لقانون القوات الجوية في 2 يونيو 1958 إلى إنشاء القوات الجوية الملكية الماليزية (RMAF). تم تعيين أول مستشار من القوات الجوية الملكية البريطانية (RAF)، وهو الكومودور الجوي أي .في. أر جونستون الذي أصبح أول رئيس للقوات الجوية الملكية الماليزية. كان الفخورون القلائل الذين شكلوا القوات الجوية الملكية الماليزية هم الضابط الطيار ليم هنغ ليب، والرقيب سوبرامانيان، والعريف عثمان محمد إسماعيل، والعريف وان سعيد، والعريف جي دي بارسلي، والعريف ماهاديفين، والطيار الأول  سوريندام، والطيار الأول محمد نور، والطيار الأول زينال، والطيار الأول محمد حسين، والفني المبتدئ إسماعيل أريفين. كانت أول طائرة تم شراؤها للسرب رقم 1 هي طائرة سكوتيش أفيايشن توين بايونير التي خدمت القوات الجوية الملكية الماليزية لمدة 12 عامًا. أطلق عليها تونكو عبد الرحمن، أول رئيس وزراء لمالايا، اسم لانغ راجاوالي. مع تأسيس ماليزيا في 16 سبتمبر 1963، تم تغيير اسم القوات إلى تنتيرا أودارا ديراجا ماليزيا (القوات الجوية الملكية الماليزية).

## المشاركات
عند استقلال مالايا في عام 1957، كانت القوات المسلحة المالاوية، إلى جانب قوات الكومنولث البريطاني، منخرطة في حالة الطوارئ، وهي تمرد شيوعي في المناطق الداخلية من مالايا. حظي الحزب الشيوعي المالاوي، بقيادة تشين بنغ، بدعم كبير من العرق الصيني. أدى استقلال مالايا إلى إزالة الأسباب الرئيسية للتمرد، وبحلول عام 1960، أمر تشين بنغ بإنهاء القتال.
بعد ثلاث سنوات من انتهاء حالة الطوارئ، عارض نظام سوكارنو في إندونيسيا عسكريًا اندماج مالايا وسنغافورة وساراواك وشمال بورنيو (الآن صباح) لتشكيل اتحاد ماليزيا الحالي. أطلق على هذا الصراع اسم ”المواجهة“، وكان في الأساس صراعًا منخفض المستوى دار في غابات بورنيو. ومرة أخرى، تلقت القوات الماليزية المساعدة من قوات الكومنولث. وبحلول عام 1966، أطيح بسوكارنو، وانتهت الحرب.
ومع ذلك، بعد ثلاث سنوات فقط، أعاد تشين بنغ إشعال فتيل التمرد الشيوعي الخامد. لم يحرز الشيوعيون تقدماً كبيراً، وتصدت لهم بشكل أساسي الشرطة الملكية الماليزية. ومع ذلك، استغرق الأمر عشرين عاماً قبل توقيع اتفاقية السلام في عام 1989.